# بوفيات

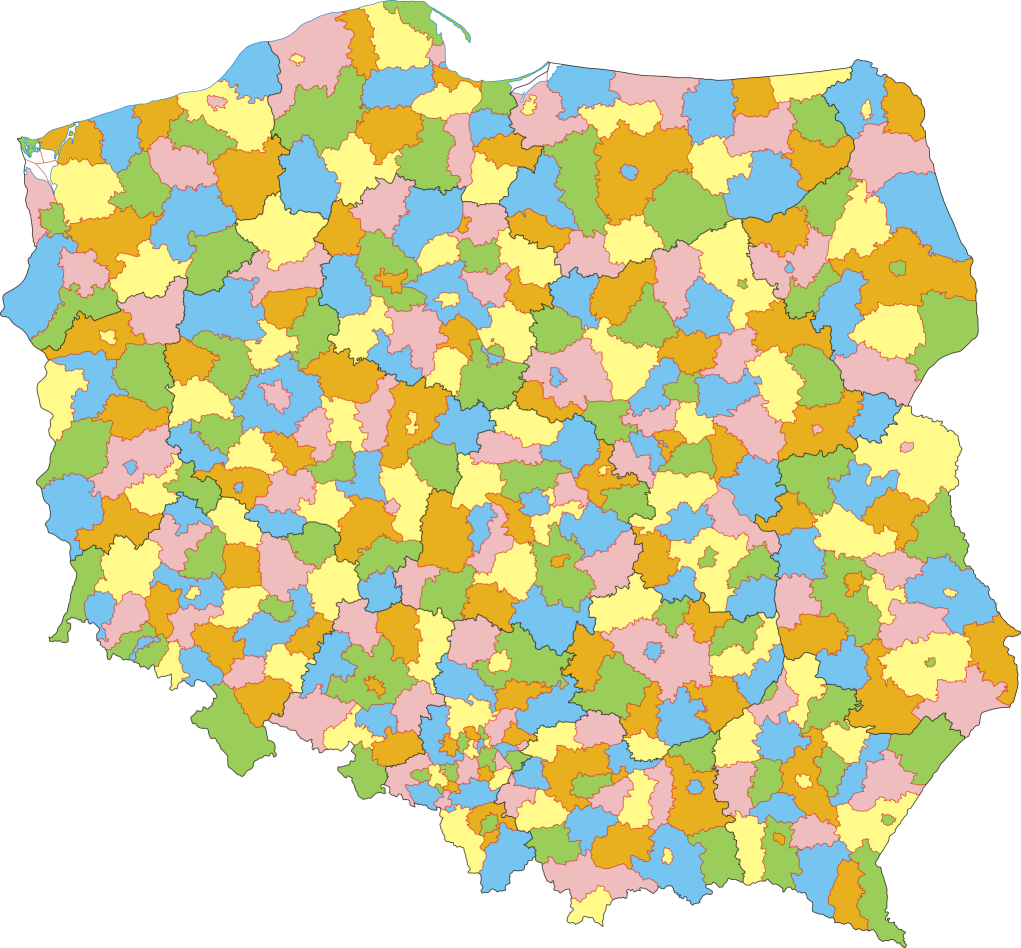
تقسيم المقاطعات في بولندا

 البوفيات  (بالبولندية: powiaty) هي وحدة المستوى الثاني من الحكومة المحلية والإدارة في بولندا، أي ما يعادل محافظة أو مديرية أو عمالة (الوحدة الإدارية المحلية (Local administrative unit)، سابقاً تسمية الوحدات الإقليمية للإحصاء) في دول أخرى. في كثير من الأحيان يتم ترجمة المصطلح «بوفيات» إلى العربية باسم «محافظة» أو «مقاطعة».
البوفيات هو جزء من وحدة أكبر، المحافظات البولندية (بالبولندية województwo) أو الإقليم.
البوفيات عادة ما يكون مقسموماً إلى غمينا (يشار إليها عادة في بـ «كميونة» أو «بلدية») ومع ذلك، فإن المدن والبلدات الرئيسية تعمل كمحافظات منفصلة في حد ذاتها، دون تقسيمها إلى غمينا. ويطلق عليها «محافظات المدينة» (powiaty grodzkie أو بشكل رسمي، miasta na prawach powiatu) ولديها تقريباً نفس الوضع الذي كانت عليه مقاطعات الأحياء (County borough) سابقاً في المملكة المتحدة. ويطلق على النوع الآخر من البوفيات «مقاطعات الأراضي» (powiaty ziemskie).
اعتبارا من عام 2008، كان هناك 379 كيانا على مستوى البوفيات: 314 محافظة برية، و 65 محافظة مدينة. للحصول على قائمة أبجدية كاملة، راجع «قائمة المقاطعات البولندية». بالنسبة إلى جداول المقاطعات حسب المحافظات، راجع المقالات في المحافظات الفردية (على سبيل المثال، محافظة بولندا الكبرى).

## روابط خارجية
- County. موسوعة أوكرانيا.